# Renanstylis
× Renanstylis, (abreviado Rnst.) en el comercio, es un híbrido intergenérico que se produce entre los géneros de orquídeas Renanthera y Rhynchostylis (Ren. x Rhy.).